# Enhydrusini
Tribu
Les Enhydrusini forment une tribu de petits coléoptères de la famille des Gyrinidae qui a été définie en 1882 par l'entomologiste français Maurice Régimbart (1852-1907).

## Liste des genres
- Andogyrus Ochs, 1924
- Dineutus MacLeay, 1828
- Enhydrus Laporte de Castelnau, 1834
- Macrogyrus Régimbart, 1883
- Porrorhynchus